# Gothic Peak
Der Gothic Peak ist ein 2085 m hoher Berg im ostantarktischen Viktorialand. In der West Quartzite Range der Concord Mountains ragt er 6 km nordwestlich des Lavallee Peak auf.
Die Nordgruppe der New Zealand Federated Mountain Clubs Antarctic Expedition (NZFMCAE, 1962–1963) benannte ihn nach der Ähnlichkeit seines Profils mit einer gotischen Kathedrale.